# Estádio Cícero Paiva

O Estádio Municipal Cícero Paiva é um estádio de futebol localizado na cidade de Santo Antônio do Amparo, no estado de Minas Gerais e tem capacidade para 4.165 pessoas
[ligação inativa].